# Esferamundi de Grecia
Esferamundi de Grecia es una serie de libros de caballerías italianos del siglo XVI, escritos por Mambrino Roseo y publicados entre 1558 y 1565. Corresponden a los libros decimotercero, decimocuarto, decimoquinto, decimosexto, decismosétimo y decimoctavo de la serie de Amadís de Gaula. Conforme al tópico de la falsa traducción, el autor dice haber traducido los textos de originales españoles, motivo por el cual algunos eruditos consideraron seriamente la posibilidad de que al menos el primer libro de la serie hubiera sido escrito en lengua española, pero no hay ningún indicio de que alguna vez haya existido tal original, y ni siquiera que se haya publicado una traducción al español.

## Antecedentes
En 1546 se había publicado en España Silves de la Selva, obra de Pedro de Luján, numerada como libro duodécimo del popular ciclo iniciado con el Amadís de Gaula. Silves de la Selva fue traducido al italiano y publicado por primera vez en Italia en 1551, año en el cual también apareció en España el decimotercer libro amdisiano, la Cuarta Parte de Don Florisel de Niquea, escrita por Feliciano de Silva, autor de los libros sétimo, noveno, décimo y undécimo de la serie. 
En este decimotercer libro Silva pasó por alto el libro duodécimo, es decir, el Silves de la Selva, y continuó la acción a partir del final del undécimo, Rogel de Grecia. Como la Cuarta Parte de Don Florisel de Niquea no se tradujo al italiano, la Primera parte de Esferamundi de Grecia de Roseo más bien ignoró la obra postrera de Silva y continuó la de Luján, por lo cual fue numerada como libro decimotercero.

## Libros de la serie
El primer libro de esta serie, la Primera parte de Esferamundi de Grecia, dividido en 71 capítulos, apareció en 1558 con el título de La Prima Parte del Terzodecimo Libro di Amadis di Gaula, nel quale si tratta delle maravigliose prove, et gran cavalleria di Sferamundi figliuolo di don Rogello di Grecia, et della bella Principessa Leonida: Tradotta nuovamente dalla lingua Espagnola nella la Italiana.  
En 1559 el propio Roseo publicó una Segunda parte de Esferamundi de Grecia, en 104 capítulos, con el título de La seconda parte del libro di Sferamundi invittissimo Principe di Grecia. Libro XIIII. Di Amadis di Gaula. Ridotta da gli antichi Annali de gli Imperadori di Costantinopolis, nella lingua Italiana.
En 1563 Mambrino Roseo publicó una Tercera parte de Esferamundi de Grecia, en 139 capítulos, con el título de La terza parte dell'historia dello inuitissimo principe Sferamundi di Grecia nuouamente ritrouata, & ridotta nella lingua italiana. 
En el mismo año 1563, Mambrino Roseo publicó la Cuarta parte de Esferamundi de Grecia, en 133 capítulos, cuyo título original fue La quarta parte della historia del principe Sferamundi di Grecia nouamente uenuta in luce, & ridotta in lingua italiana. 
En 1565 Roseo continuó la serie con una Quinta parte de Esferamundi de Grecia, en 117 capítulos, cuyo título original fue La quinta parte dell’historia dell’inuittissimo principe Sferamundi di Grecia, tolta da gli annali de gli Imperadori di Trabisonda, & ridotta in lingua Italiana. 
Roseo puso fin a la serie en 1565 con la Sexta parte de Esferamundi de Grecia, en 127 capítulos, cuyo título original fue La sesta et vltima parte della historia dell'inuittissimo Prencipe Sferamundi di Grecia.  Nuouamente uenuta in luce, & ridotta in lingua Italiana. 
La obra completa, es decir, las seis partes del Esferamundi, fue reimpresa en 1569, 1574, 1582-1583, 1600 y 1619. La primera parte fue objeto de una edición aislada, sin las otras cinco, en 1584. En 1610 hubo una última reimpresión de las cuatro primeras partes, complementada con la de las dos últimas en 1629. 
La Primera parte de Esferamundi de Grecia fue traducida al francés y publicada por primera vez en ese idioma en 1578. Debido a criterios editoriales, la numeración del ciclo amadisiano francés es distinta de la del ciclo hispano-italiano, por lo cual el primer libro de Esferamundi, decimotercero en la serie hispano-italiana, se convirtió en el decimosexto libro francés. Las cinco obras restantes de la serie de Esferamundi aparecieron francés como libros decimoséptimo (1578), decimoctavo (1579), decimonono (1581), vigésimo (1581) y vigésimo primero (1581).
Los seis libros de la serie de Esferamundi también se tradujeron al alemán y se publicaron entre 1591 y 1593 como parte del llamado ciclo de Amadís de Francia, y también se publicaron en neerlandés entre 1612 y 1624. Autores alemanes prosiguieron la serie en tres libros más, publicados en alemán, los dos primeros en 1594 y el tercero en 1595, y numerados como libros vigesimosegundo, vigesimotercero y vigesimocuarto de la serie amadisiana. Más tarde, en 1615,  estos tres amadises alemanes fueron traducidos al francés, lo que llevó a Gilbert Saulnier Duverdier a publicar tres continuaciones más, que forman la serie denominada Le Romant des Romans (1626-1632) y constituyen los libros vigesimoquinto, vigesimosexto y vigesimoctavo del ciclo francés.
Simultáneamente con la publicación de la tercera y cuarta parte de Esferamundi de Grecia (1563), Mambrino Roseo empezó a publicar una serie de complementos de los libros anteriores del ciclo amadisiano, comenzando por una especie de apéndice al cuarto libro de Amadís de Gaula. En 1564 publicó complementos de Las sergas de Esplandián, el Lisuarte de Grecia de Silva, del Amadís de Grecia, de Florisel de Niquea y de Rogel de Grecia, y en 1568 uno de Silves de la Selva. En ellos se incluyen una serie de episodios y aventuras que el autor intercala entre el final de la obra complementada y el inicio de la siguiente. Estos complementos o apéndices de Mambrino Roseo también lograron alcanzar una extraordinaria popularidad, y fueron reimpresos en múltiples ocasiones.